# Ministerio de Salud (Belice)
El Ministerio de Salud es el ministerio rector sanitario en Belice. Esta organizado en cuatro regiones sanitarias: septentrional, central, occidental y meridional. El actual ministro es Pablo Marin.